# European Savings and Retail Banking Group
Die European Savings and Retail Banking Group (ESBG) ist ein europäischer Bankenverbund mit Sitz in Brüssel, der die Interessen seiner 26 Mitglieder bei den EU-Institutionen vertritt. Der Fokus ist hierbei insbesondere auf das Privatkundengeschäft gerichtet. Sie wurde 1963 unter dem Namen Savings Banks Group of the European Economic Community (Sparkassengruppe der Europäischen Gemeinschaft) gegründet und 1988 in European Savings Banks Group (Europäische Sparkassengruppe) umbenannt. Das Büro in Brüssel ist gleichzeitig der Sitz der Schwesterorganisation des World Savings and Retail Banking Institute (Weltsparkassenanstalt).

## Ziele
Der Verband formuliert die Position seiner Mitglieder in Bezug auf Fragen, die im Zusammenhang mit der europäischen Finanzdienstleistungsindustrie aufkommen. Überdies soll der Verband als Kooperationsforum dienen und seinen Mitgliedern die Suche nach Konsortiumspartnern auf einer bilateralen, beziehungsweise multilateralen Basis erleichtern. Ein weiteres Ziel ist es mittels technischer Beratung und Training zur operativen Effizienzsteigerung seiner Mitglieder beizutragen. Regelmäßige Ausschüsse und Arbeitsgruppen sollen einen permanenten und weitumfassenden Austausch zwischen der ESBG und seinen Mitgliedern gewährleisten.

## Zweck
Hauptzweck ist es, dem Sparkassen- und Privatkundengeschäftswesen eine Stimme in Europa zu geben. Drei Gesichtspunkte stehen hierbei im Mittelpunkt:
- Eine Stärkung und Konkretisierung des Profils der Sparkassen vor den EU-Institutionen und Interessensverbänden (Interest Representation / Interessenvertretung). Im Bereich der Interessensvertretung in den EU-Institutionen ist die strategische Priorität der ESBG Pluralismus in der Europäischen Bankindustrie zu fördern. Alle Finanzinstitutionen sollen dieselben Grundvoraussetzungen haben und somit von einem einheitlichen Spielrahmen profitieren.
- Die Unterstützung von Plattformen für gemeinsame Initiativen und Projekte (Business Cooperation / wirtschaftliche Zusammenarbeit). Im Bereich der wirtschaftlichen Zusammenarbeit strebt die ESBG danach den Aufbau von Plattformen für den Erfahrungsaustausch zwischen den Mitgliedern zu vereinfachen. Entsprechende Initiativen haben etwa im Bereich der Beratung von mittelständischen Unternehmen und der Bankentechnologie stattgefunden.
- Die Einführung von technischen Unterstützungsprogrammen (Consultancy Services / Beratung). Im Bereich der Beratung, bietet die ESBG in Zusammenarbeit mit multilateralen Agenturen technische Unterstützung an. Beispiele hierfür sind die Kooperationsprojekte zwischen der EU und China im Bereich der Finanzdienstleistungen, das EU-Projekt zur Verbreitung von Informationen zum Einfluss von Basel II auf kleine und mittlere Unternehmen.

## Struktur
Die Vereinigung wird von zwei Institutionen gestützt: der Generalversammlung und dem „Board of Directors“. Die Generalversammlung besteht aus allen ESBG Mitgliedern und trifft sich einmal im Jahr. Das „Board of Directors“ bestimmt die generellen Richtlinien und trifft sich mindestens zweimal im Jahr. Die Aktivitäten der ESBG werden von einer Reihe von Ausschüssen und Arbeitsgruppen beraten. Die behandelten Themen reichen von Regulierung und Überwachung bis hin zur Bankgeschäftstechnologie und Kooperation. Ein Koordinationskomitee soll die reibungslose Zusammenarbeit mit der Schwesterorganisation World Savings and Retail Banking Institute (WSBI) gewährleisten.
Die Organisation führt ein von Peter Simon geleitetes Sekretariat in Brüssel, in dessen internationaler Ausrichtung sich die drei Säulen der ESBG-Aktivitäten – Interessenvertretung, wirtschaftliche Zusammenarbeit und Beratung – widerspiegeln sollen.